# Aeroportul Chizhou Jiuhuashan
Aeroportul Chizhou Jiuhuashan (IATA: JUH, ICAO: ZSJH) este un aeroport din Guichi, Chizhou, Chizhou⁠(d), Anhui, Republica Populară Chineză ce deservește zona Chizhou⁠(d). Aeroportul a fost tranzitat în 2022 de 78.861 de pasageri. A fost deschis în 29 iulie 2013 și numit după zona deservită.
Aeroportul dispune de o singură pistă.